# Ryu Ji-hye
Ryu Ji-hye (Pusan, 10 febbraio 1976) è una tennistavolista sudcoreana.